# Deborah Ekoka
Deborah Ekoka Hernandis (Valencia, 1985) es gestora cultural y librera española, cofundadora de Black Barcelona Encuentro y Conciencia Afro, proyectos que tienen como objetivo visibilizar a la comunidad africana y afrodescendiente de España y coordinadora del espacio sociocultural United Minds, primera librería en el territorio español especializada en África Negra y su diáspora.

## Trayectoria
Deborah Ekoka nació en Valencia (España), de padre ecuatoguineano y madre española. Es gestora cultural, cofundadora de la librería United Minds y también encargada de la programación de actividades de la librería. Reivindica el término afroespañola como forma de reconocer a las personas negras nacidas en España.
Ha sido la editora y también escribe en el libro Metamba Miago: relatos y saberes de mujeres afroespañolas. Un libro comunitario escrito por 12 mujeres donde hablan de su experiencia como mujeres negras en España desde diferentes prismas. 
Es escritora del libro Afroutopia. Una historia de amor propio. Narra la historia de una niña afrodescendiente y su camino hacia el amor propio y la construcción de su identidad.
Desde 2016 es coorganizadora de los festivales Conciencia Afro en Matadero Madrid y Black Barcelona e integrante del equipo de ConcienciaAfro, ambos formados por personas afrodescendientes.
Deborah Ekoka imparte charlas y talleres en torno a la literatura afrocentrada, educación en diversidad y cultura afroespañola.

## Actividad de librera
Deborah Ekoka en 2014 fundó, junto a Ken Province, la librería United Minds en Valencia, se trata de la primera librería española dedicada a la cultura y a las escritoras africanas y afroespañolas. Forma parte del proyecto, a la par que la librería, un centro de encuentro donde se realizan charlas, talleres, exposiciones y proyecciones de películas y documentales, se tratan temas como la historia de los negros en España, temas de coloniales, de los  los derechos civiles, feminismos afro y africanos o la música negra, en principal eje, el sound system literario que llena sus estanterías.  Es también según sus fundadores "la reivindicación de los afrodescendientes, que siempre hemos estado invisibilizados”.
Deborah Ekoka y  Ken Province querían contribuir a difundir la cultura africana, “que no solo tiene que ver con la historia, la música o la literatura que se produce dentro de ese continente, sino en toda la diáspora africana, que incluye prácticamente todos los países del mundo”. 
La librería United Minds es además una librería que se desplaza, que viaja a ferias, universidades y festivales de toda España.

## Metamba Miago
Deborah Ekoka ha sido la editora de Metamba Miago: relatos y saberes de mujeres afroespañolas. Metamba Miago significa nuestras raíces. El libro recoge textos de mujeres negras que viven en España, en estos relatos de mujeres se reflexiona y se abordan temas como, la identidad, diferentes aspectos de la negritud, en definitiva pretende, entre otras cosas, mostrar referentes de mujeres afroespañolas. 
Estos relatos que Deborah Ekeko los califica como “ensayos vivenciales”, en los que se reflexiona y se narra, con estilos muy distintos, sobre las diferentes situaciones y como las perciben las mujeres, tales como: falta de representación de las mujeres negras en los medios de comunicación, el racismo institucional, sobre la crianza y la familia, o sobre las mujeres negras con diversidad funcional.
La idea de editar un libro de estas características surgió en 2015, a raíz de un encuentro organizado por Deborah sobre nuevos feminismos, al comprobar que había muy poco escrito sobre temas y mujeres afroespañolas. 
En el libro, también, Deborah Ekoka participa con un relato. 
La financiación del proyecto editorial, hasta ver el libro impreso y en las librerías, se realizó mediante una campaña de crowdfunding.

## Afrofeminismo
Deborah Ekoka forma parte de proyecto Espacio Afrofeminista, que tiene como objetivos.
- Promover el autoconocimiento de la genealogía de mujeres afro en el estado español.
- Reconocerse como integrante de los feminismos afrodescendientes.
- Establecer conexiones entre las generaciones de mujeres y colectivos que trabajando en la comunidad afro han creado redes.